# Aphodius fimbriolatus
Aphodius fimbriolatus là một loài bọ cánh cứng trong họ Scarabaeidae. Loài này được Mannerheim miêu tả khoa học năm 1849.